# Chennevières-sur-Marne
Chennevières-sur-Marne ist eine französische Gemeinde mit 18.295 Einwohnern (Stand: 1. Januar 2022) im Département Val-de-Marne in der Region Île-de-France; sie gehört zum Arrondissement Créteil und ist Hauptort (Chef-lieu) des Kantons Chennevières-sur-Marne.
Chennevières-sur-Marne liegt im Pariser Becken zwischen Champigny-sur-Marne im Norden, Le Plessis-Trévise im Osten, La Queue-en-Brie im Südosten, Ormesson-sur-Marne im Süden und Saint-Maur-des-Fossés im Westen, am Ostufer des Flusses Marne.

## Geschichte
Während eine Besiedlung im fruchtbaren Tal der Marne schon für das Neolithikum, 7.000 Jahre v. Chr., nachgewiesen ist, ist das erste historische Zeugnis der heutigen Gemeinde die Erwähnung 1170 als Canevaria vor den Toren Paris’. Die Kirche Saint-Pierre wurde 1260 errichtet.

## Bevölkerungsentwicklung
- 1793: 00500
- 1821: 00553
- 1851: 00730
- 1881: 00834
- 1911: 01.190
- 1936: 03.024
- 1946: 02.897
- 1962: 05.593
- 1968: 07.016
- 1975: 17.561
- 1982: 17.417
- 1990: 17.857
- 1999: 17.837
- 2006: 17.651
- 2011: 18.321

ab 1962 nur Einwohner mit Erstwohnsitz

## Verkehr
Durch die Gemeinde führt die frühere Route nationale 4 (heute D4). Angeschlossen an das ÖPNV-Netz von Paris ist Chennevières-sur-Marne über die RER A.

## Sehenswürdigkeiten
Siehe auch: Liste der Monuments historiques in Chennevières-sur-Marne
- Kirche Saint-Pierre
- Fort de Champigny
- Château des Retz

## Persönlichkeiten
- Needy Guims (* 1974), Leichtathlet (100 m Sprint)
- Charlie Rivel (1896–1983), Clown
- Roger Garaudy (1913–2012), Philosoph und Schriftsteller

## Partnergemeinden
- Tukums, Lettland (seit 2004)

Chennevières unterhält eine Dreieckspartnerschaft mit dem deutschen Durmersheim und dem britischen Littlehampton.